# ایزرتس
ایزرتس (به لاتین: Ezerets) یک منطقهٔ مسکونی در بلغارستان است که در اوشتاوا واقع شده‌است. ایزرتس ۵ نفر جمعیت دارد.